# Petrogliefen van de Pegtymel
De petrogliefen van de Pegtymel (Russisch: Пегтымельские петроглифы, Pegtymelskije petroglify) vormen een 11 hectare groot natuurhistorisch monument aan de benedenloop van de Pegtymel, in het centrale deel van het district Sjmidtovski in het berggebied Kejnynej.
Ze omvatten een aantal ongeveer 2000 jaar oude petrogliefen uit het Siberisch neolithicum (1e millennium v.Chr. tot 1e millennium AD) met afbeeldingen van de jacht op en het grazen van rendieren, alsook mensen (boogschutters) en behuizingen. De ruim 100 bekende rotstekeningen zijn verdeeld over 12 rotsen, die zich uitstrekken over ongeveer 500 meter langs de rechteroever van de rivier. De makers van de petrogliefen waren mogelijk Paleo-Eskimo's, mogelijk deels voorouders van de huidige Tsjoektsjen. 
Ze werden ontdekt door geoloog Nikolaj Samoroekov in 1965 en beschreven door een expeditie onder leiding van Nikolaj Dikov tussen 1967 en 1968. In 2003 en 2005 werden de petrogliefen opnieuw onderzocht en tijdens de laatste expeditie werden ook fotografische kopieën gemaakt. Het is de enige rotskunst die tot nog toe is aangetroffen in het noordoosten van Azië. De Tsjoektsjen noemen de petrogliefen 'kalenmjon', wat van het woord 'kalen' ("uitbeelden", "kleuren") is afgeleid.